# LGV Venta de Baños-Burgos-Vitoria
La LGV Venta de Baños-Burgos-Vitoria est une ligne à grande vitesse espagnole en Castille-et-León. Longue de plus de 86 kilomètres, elle reliera à terme Venta de Baños, dans la province de Palencia, à Vitoria-Gasteiz, dans le Pays basque. La section de Venta de Baños à Burgos est entrée en service le 21 juillet 2022 au terme de 759 millions d'euros d'investissement,.

## Caractéristiques

### Gares
- Gare de Burgos Rosa Manzano
- Gare de Miranda de Ebro
- Gare de Vitoria-Gasteiz